# پرکندن

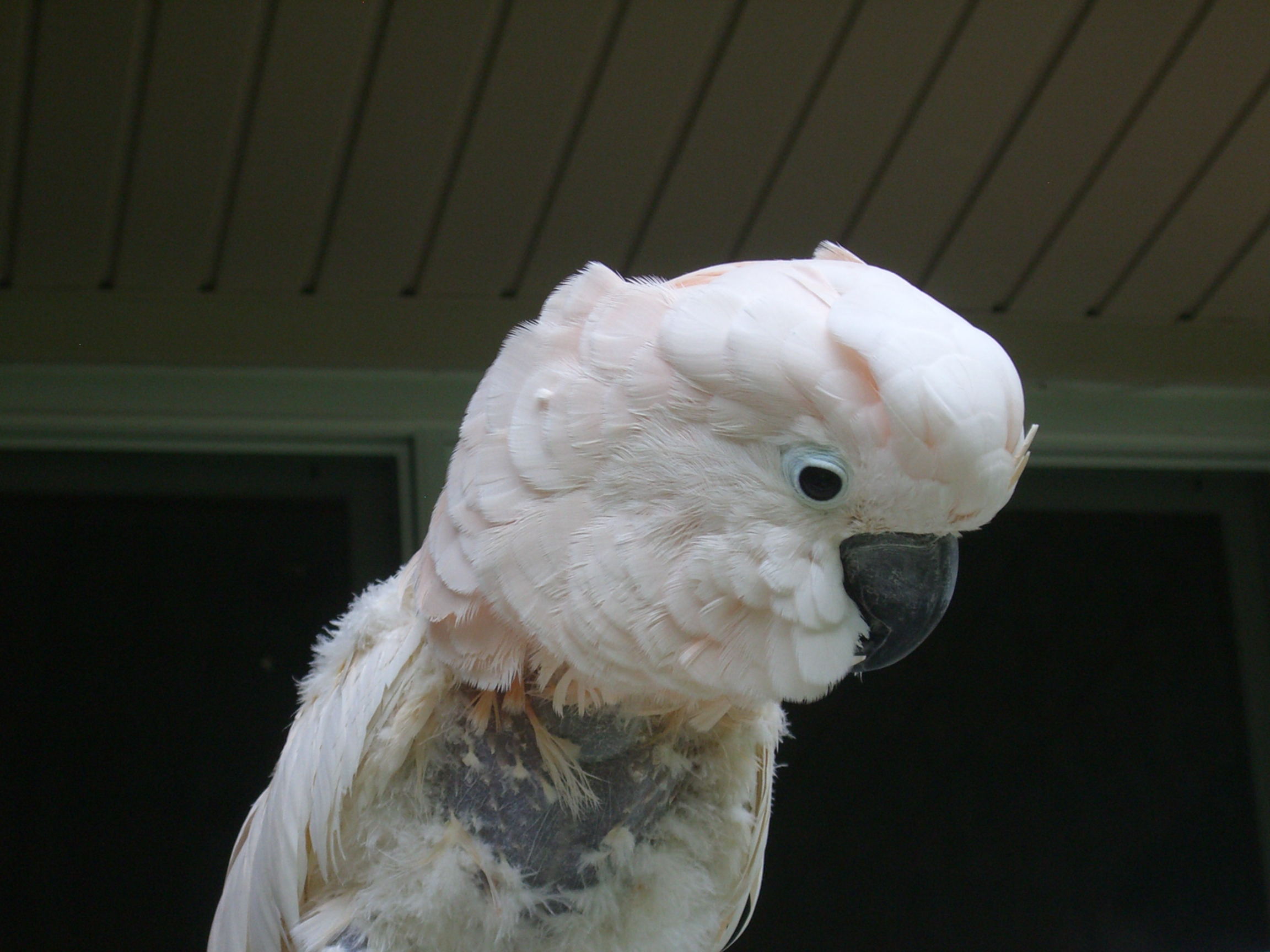
یک طوطی‌کاکلی گل‌بهی که نشانه‌هایی از کندن پرروی سینه خود دارد

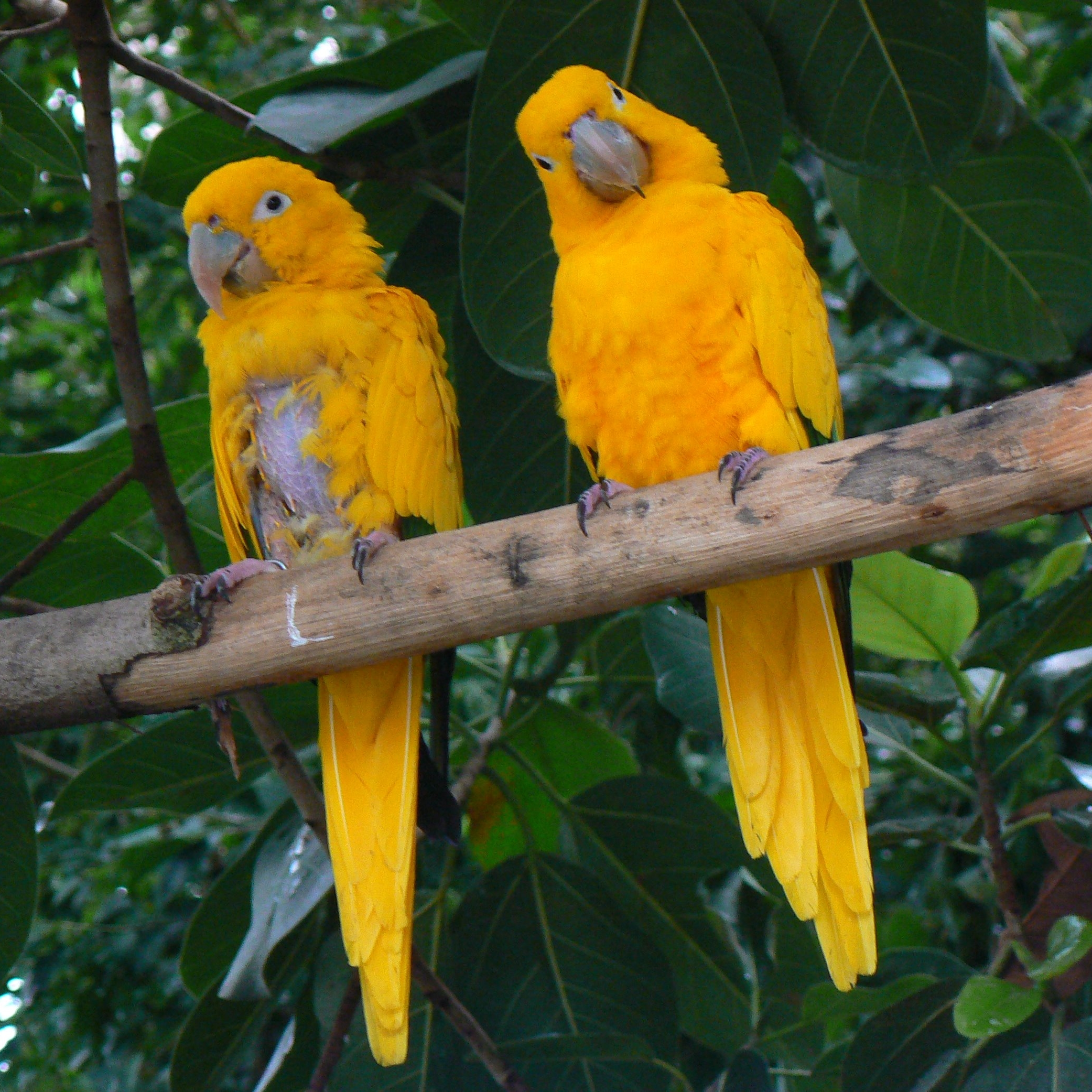
طوطی‌های اسیر، مانند طوطی طلایی، به ویژه در معرض این مشکل هستند.

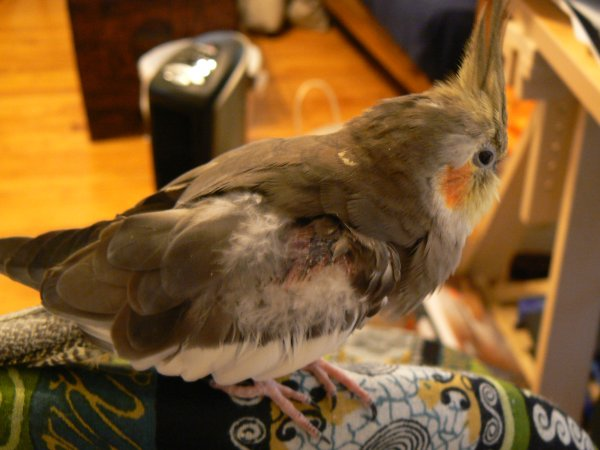
مناطق در دسترس‌تر بدن، از جمله سینه، پهلوها، بال‌ها، ران‌ها و گردن، عموماً اغلب مورد حمله قرار می‌گیرند.

پرکندن، گاهی به برچیدن پرها یا رفتار آسیب پرها (به انگلیسی: pterotillomania) ناسازگار رفتاری است، ناهنجاری رفتاری معمولاً در پرندگان اسیر که جویدن، گازگرفتن یا کندن پر خود با منقار خود، و در نتیجه آسیب به پر و گاهی پوست به ویژه در میان Psittaciformes رایج است، به طوری که تخمین زده می‌شود که ۱۰٪ از طوطی‌های اسیر این اختلال را نشان می‌دهند. نواحی از بدن که عمدتاً نوک می‌زنند یا کنده می‌شوند، نواحی در دسترس‌تر مانند گردن، سینه، پهلو، بخش درونی ران و بخش شکمی بال هستند. پرهای اصلی و کرکی به‌طور کلی به عنوان هدف اصلی شناسایی می‌شوند، اگرچه در برخی موارد، پرهای دم و پروازی نیز تحت تأثیر قرار می‌گیرند. اگرچه کندن پر با نوک زدن پر که معمولاً در پرندگان تجاری دیده می‌شود دارای ویژگی‌های مشترک است، اما در حال حاضر این دو رفتار متمایز در نظر گرفته می‌شوند، زیرا در مورد دوم، پرندگان به پرهای افراد دیگر نوک می‌زنند و آنها را بیرون می‌کشند.
پرکنی دارای ویژگی‌هایی است که شبیه به پرکندن، یک اختلال کنترل تکانه در انسان و کشیدن مو است که در موش، خوکچه هندی، خرگوش، گوسفند و مشک، سگ و گربه گزارش شده‌است، که منجر به پیشنهادهایی برای رویکرد روان‌شناسی تطبیقی برای کاهش این مشکلات شده‌است.

## دلایل
پرکندن به‌طور کلی به عنوان یک اختلال چند عاملی در نظر گرفته می‌شود، اگرچه سه جنبه اصلی نگهداری پرنده ممکن است با این مشکل مرتبط باشد: (۱) اندازه قفس اغلب حرکات پرنده را محدود می‌کند. (۲) طراحی قفس و بایر بودن محیط اغلب فرصت‌های رفتاری کافی برای پاسخگویی به حساسیت، هوش و نیازهای رفتاری پرنده را فراهم نمی‌کند. و (۳) مسکن انفرادی که نیازهای اجتماعی بالای پرنده را برآورده نمی‌کند.

#### محیط بایر
افزایش پیچیدگی محیطی می‌تواند کندن پر را کاهش دهد، با این حال، مطالعات دیگر تنها موفق به تثبیت مشکلات پرهای موجود شده‌اند.